# 横浜市主要地方道81号藤棚伊勢佐木線
横浜市主要地方道81号藤棚伊勢佐木線（よこはまししゅようちほうどう81ごう ふじだないせざきせん）は、横浜市西区浜松町（国道16号・国道1号）から中区曙町（国道16号）に至る主要地方道に指定されている政令指定都市の市道（横浜市道）である。

## 通過する自治体
- 横浜市（西区、中区）

## 経路および交差道路
- Google マップ
- 国道16号（浜松町交差点） - 起点
- 国道1号（浜松町交差点）
- 神奈川県道218号弥生台桜木町線（初音町交差点）
- 国道16号（阪東橋交差点）

## 別名
- 藤棚浦舟通り